# Maraschia nigrescens
Maraschia nigrescens là một loài bướm đêm trong họ Noctuidae.